# Georg-Hans Reinhardt
Pour les articles homonymes, voir Reinhardt.
Georg-Hans Reinhardt (1887-1963) est un général allemand de la Seconde Guerre mondiale, arrêté en 1945, condamné pour crimes de guerre en 1948 et libéré en 1952.

## Carrière militaire avant la Seconde Guerre mondiale
Georg-Hans Reinhardt est le fils du banquier Georg Reinhardt et de son épouse Lisbeth, née Marbach. Il étudie au lycée de sa ville natale et y passe son baccalauréat. Peu de temps après, il rejoint le 25 mars 1907 le 107e régiment d'infanterie de l'armée saxonne à Leipzig en tant que porte-drapeau. Il est promu lieutenant en 1908 et devient également officier de justice dans le 3e bataillon en janvier 1912. Ce n'est que brièvement qu'il ne sert pas dans l'infanterie lors d'un détachement dans le 18e régiment d'uhlans de novembre 1912 à février 1913.
Il combat durant la Première Guerre mondiale dans un régiment d'infanterie. En février 1934, il est promu Oberst et dès 1937 Generalmajor de l'armée allemande.

## Seconde Guerre mondiale
Il s'illustre dans la campagne de Pologne en septembre 1939. Il commande la 4e division de panzers. Il reçoit la croix de chevalier de la croix de fer et est promu Generalleutnant. Il s'illustre de nouveau lors de la campagne de France en mai et juin 1940 où son avance à travers les Ardennes jusqu'à la Manche (bien que bloqué devant Monthermé) lui vaut d'être à nouveau promu, cette fois au grade de General der Panzertruppen. Il reste un temps stationné à l'Ouest dans la perspective d'une invasion de la Grande-Bretagne.

### Sur le front de l'Est

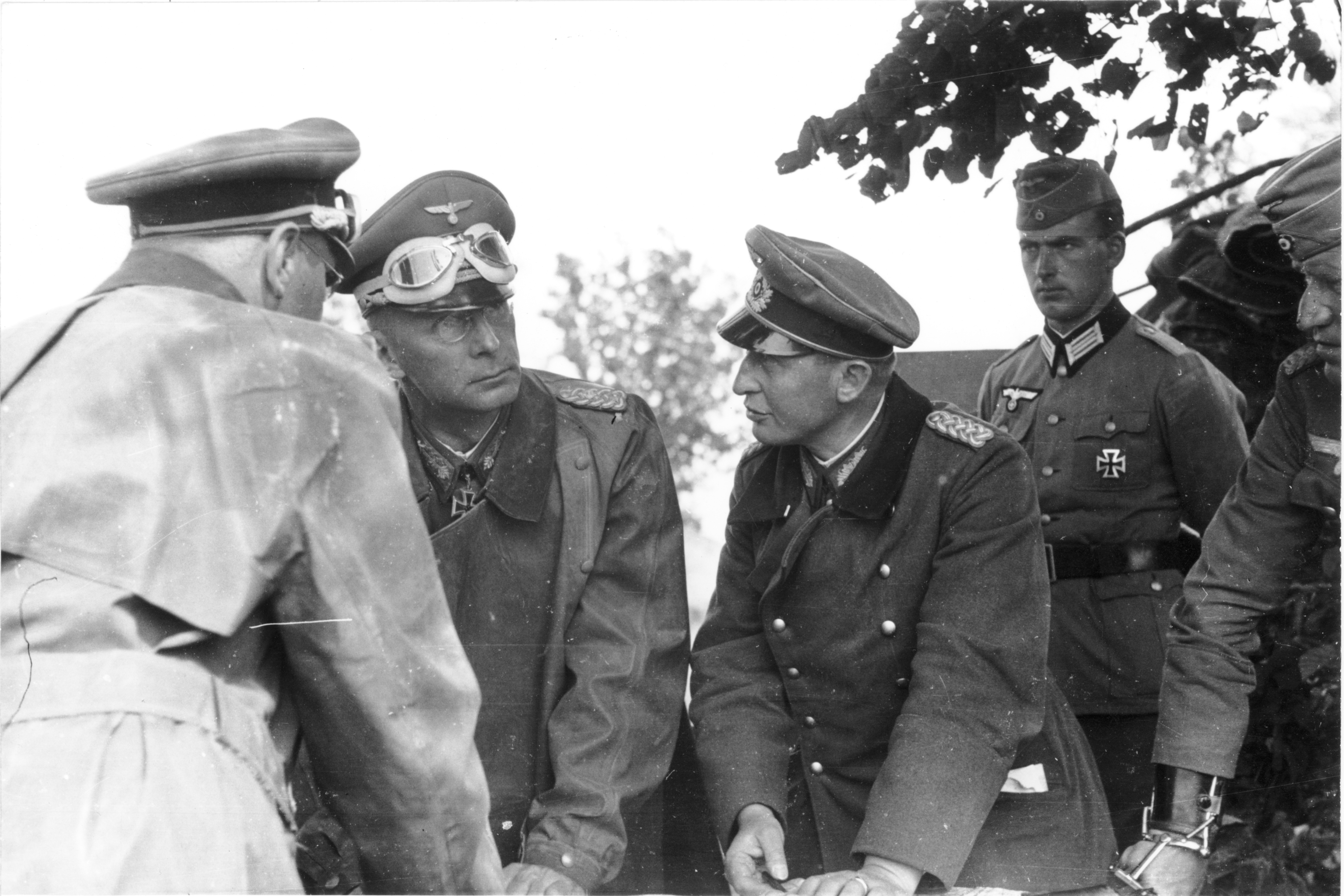
Nord de la Russie, discussion entre les généraux Georg-Hans Reinhardt (deuxième depuis la gauche) et Walter Krüger.

Durant les mois qui précédent le déclenchement de l'opération Barbarossa, Reinhardt justifie devant ses proches le déclenchement de l'offensive à venir. De plus, le 11 mai 1941, il prend modèle sur les ordres du jour rédigés par ses collègues, appelant à se montrer sans pitié envers les représentants du « bolchevisme juif ». 
En juin 1941, envoyé sur le front de l'Est où il prend le commandement du 41e corps d'armée. Il mène des attaques jusqu'à Léningrad. Le 5 octobre 1941, il prend le commandement du 3e groupe de panzers, qui devient la 3e armée de panzers à partir de 1942. Le 1er janvier 1942, Reinhardt est promu Generaloberst, et, le 17 février de la même année, il est décoré des feuilles de chêne pour sa croix de chevalier, en raison de ses efforts défensifs lors des contre-attaques soviétiques de l'hiver 1941-1942. Lors de ces combats, il constate la ténacité des combattants soviétiques.
Avec son armée, il forme le flanc nord du groupe d'armées Centre en 1942 et 1943, dans la région située au nord de Smolensk et il y mène avec succès des combats défensifs durant l'hiver 1943-1944. Il obtient pour ces actions les glaives pour sa croix de chevalier le 26 mai 1944. Il commande la 3e armée de panzers, sous les ordres d'Ernst Busch, responsable du groupe d'armées Centre. Durant cette période, il se montre sceptique face à la politique des places fortes mise en place à l'initiative de Hitler, s'opposant notamment à l'érection de Vitebsk, à proximité de la ligne de front, en place forte : il hérite en effet de la mission de la ravitailler en matériel et en vivres, à partir des stocks de son armée.
Face à la concentration soviétique prélude à l'offensive d'été, il tente d'alerter son supérieur, sans succès. Cependant, s'il anticipe correctement la concentration soviétique, il n'analyse pas la percée soviétique à sa juste valeur ; il se rend compte de son approximation, mais échoue à mettre en application des contre-mesures face à la rapidité et à la précision de l'attaque soviétique : il tente alors d'extraire ses unités des encerclements qui s'annoncent.
Durant toute la période de son commandement sur le front de l'Est, les unités qu'il commande se montrent impitoyables envers les populations civiles.

### Commandant du groupe d'armées Centre
L'attentat du 20 juillet le bouleverse : dans son journal, il réaffirme sa fidélité à Hitler, ainsi que sa volonté de remplir son devoir en accord avec son serment de fidélité.
Il combat alors défensivement dans les pays baltes, en Pologne et en Prusse-Orientale. Le 16 août 1944, il devient commandant en chef du groupe d'armées Centre et tente de mettre en accord son devoir, obéir à Hitler, et le sauvetage de son armée. Il exerce depuis son poste de commandement de Wartenburg le commandement sur une zone comprise entre le confluent du Bug et de la Vistule et la Mer Baltique. 
Il est alors le brillant exécutant de l'Opération Doppelkopf; cette contre-offensive, planifiée par Walther Model, vise à éloigner les troupes soviétiques de la mer Baltique et à rompre le premier encerclement du nord des pays baltes : cette attaque parvient à restaurer une continuité territoriale avec le groupe d'armée Nord et stoppe temporairement les unités soviétiques sur cette portion du front.
À ce titre, il repousse les Soviétiques lors de leur première incursion en Prusse Orientale à l'automne 1944 : En effet, après la percée soviétique de l'automne, il coordonne la bataille d'encerclement qui clôt cette offensive et libère une partie des territoires occupés au mois d'octobre. Dans le même temps, il s'oppose vigoureusement à Erich Koch, Gauleiter de Prusse orientale, adversaire de l'évacuation des civils vers l'intérieur du Reich, à de nombreuses reprises, après avoir visité les villages pillés par les Soviétiques durant leur offensive du mois d'octobre. De plus, il entre aussi en opposition avec Koch : ce dernier souhaite avant tout contrôler une partie des approvisionnements en armes à destination de la Prusse orientale, alors que Reinhardt espère être le principal bénéficiaire, pour ses troupes, de ces approvisionnements (ces chicanes nous sont connues par les courriers adressés par Reinhardt à Himmler, à Guderian durant le mois d'octobre 1944 et par son journal).
Parallèlement à ces chicanes, il participe, avec ses collègues officiers généraux, à des Kriegsspiele, durant lesquels il propose la mise en place d'une tactique de retrait peu de temps avant l'attaque soviétique : il fait préparer ses ordres en vue de l'abandon d'un retrait d'ampleur moyenne, ce qui incite ses collègues à faire de même.
En janvier 1945, appuyé par les troupes de Harpe, son groupe d'armées, affaibli par les ponctions opérées à l'automne précédent, doit affronter le premier front de Biélorussie, dans un contexte plus que défavorable, avec un rapport de forces de un à deux pour les soldats et de un à trois pour les chars, déséquilibre encore accentué par le retrait, sur ordre de Hitler, de la division blindée Grossdeutschland, détachée pour aller renforcer les défenses de Varsovie.
Lors du déclenchement de l'offensive d'hiver soviétique, il doit non seulement affronter les troupes soviétiques, mais aussi Hitler et ses proches, notamment Erich Koch, Gauleiter de Prusse-Orientale, qui lui communiquent des ordres impossibles à exécuter, s'opposent au moindre mouvement de troupes pour obtenir un front plus facile à tenir,. Plongé dans des abîmes de perplexité, il tente de joindre directement Hitler pour donner son point de vue, mais, il se heurte à chaque fois à un refus ; quand il obtient l'accord, le 20 janvier, c'est pour se voir ordonner d'occuper une position déjà occupée par les Soviétiques. À partir du 22 janvier 1945, il couvre par son silence les manœuvres ordonnées par ses subordonnées, puis tente d'obtenir l'accord de Guderian et de Hitler, sans succès.
Légèrement blessé à la tête le 25 janvier, il tente à nouveau d'obtenir de Hitler une nouvelle autorisation de replier ses unités vers l'Ouest, puis passe outre aux ordres reçus (tenir une position intenable) et se replie vers l'Ouest ; il tente néanmoins d'obtenir un accord pour opérer le retrait de son armée, le 26 janvier, ce qui entraîne son limogeage par télégramme à 21 h.
Durant ces jours dramatiques, il semble avant tout préoccupé par le sort des soldats placés sous ses ordres : le 22 janvier, il ordonne aux réfugiés, qui fuient en direction de l'Ouest l'avance de l'Armée rouge, de ne pas se déplacer sur les axes principaux, car ils gênent les mouvements de troupes, essentiels à ses yeux.

### Fin du conflit
Limogé le 25 janvier, il assure l'intérim jusqu'au 27 janvier, date de l'arrivée de son successeur Ferdinand Schörner, prévenu à tort contre lui.
Puis, il passe les derniers mois du conflit dans la région de Wurtzbourg. Dans cette retraite, il doute de plus en plus de la possibilité d'une victoire du Reich, mais continue à s'accrocher à des perspectives de victoire jusqu’au début du mois d'avril. Lorsque la mort de Roosevelt est connue dans le Reich, il entrevoit pour la dernière fois une « lueur d'espoir » ; en cela, il ne fait que rejoindre dans leurs illusions Hitler et Goebbels, pour qui cette mort se rapproche de celle de la tsarine Élisabeth.
C'est à Würzburg qu'il apprend la disparition de Hitler : même si, pour lui, ce dénouement était attendu (comme l'atteste le commentaire figurant dans son journal à la date du 1er mai), il n'en éprouve pas moins un choc, mêlé de soulagement.

### Après 1945
Arrêté par l'armée américaine en juin 1945, il est jugé lors du procès du Haut Commandement militaire à Nuremberg pour crimes de guerre (meurtres et mauvais traitement des prisonniers de guerre) et crimes contre l'humanité (meurtres, déportations et prises d'otages de populations civiles) où il plaide non coupable. Il est condamné à 15 ans de prison mais est libéré dès 1952, pour des raisons humanitaires.
À partir de 1954, il est président de la « Gesellschaft für Wehrkunde » en français : « Société pour la science de la défense », ensuite rebaptisée la « Gesellschaft für Sicherheitspolitik (de) » en français : « Société pour la politique de sécurité ».
Pour ses services postérieurs à la guerre, il est décoré de la grande croix du mérite de la République fédérale d'Allemagne en 1962.

## Décorations
- Croix de fer (1914)
  - 2e classe (14 septembre 1914)
  - 1re classe (8 août 1915)
- Croix de chevalier de l'ordre de Hohenzollern avec épées
- Ordre militaire de Saint-Henri
- Croix d'honneur
- Médaille des Sudètes avec barrette du château de Prague
- Croix de fer (1939) 
  - 2e classe (21 septembre 1939)
  - 1re classe (2 octobre 1939)
- Insigne des blessés (1939)
  - en noir
- Médaille du Front de l'Est
- Croix de chevalier de la croix de fer avec feuilles de chêne et glaives
  - Croix de chevalier le 27 octobre 1939 en tant que Generalleutnant et commandant de la 4. Panzer-Division
  - 73es feuilles de chêne le 17 février 1942 en tant que General der Panzertruppen et commandant du 3. Panzergruppe
  - 68es épées le 26 mai 1944 en tant que Generaloberst et commandant de la 3. Panzer-Armee
- Mentionné trois fois dans la revue Wehrmachtbericht (18 et 19 octobre 1941, 21 janvier 1944)
- Commandeur de l'ordre du Mérite de la République fédérale d'Allemagne (24 novembre 1962)

## Source
- (en) Cet article est partiellement ou en totalité issu de l’article de Wikipédia en anglais intitulé « Georg-Hans Reinhardt » (voir la liste des auteurs).